# Bleptina confusalis
Bleptina confusalis là một loài bướm đêm trong họ Noctuidae.